# Bega (Tisza)
Bega eller Begej (rumænsk: Bega; serbisk: Бегеј / Begej; tysk: Bega; ungarsk: Béga, tidligere Kistemes), er en 244 km lang lang flod i Rumænien (169 km) og Serbien (75 km). Den har sit udspring i Poiana Rucă-bjergene i Rumænien, en del af Karpaterne, og det løber ud i floden Tisa nær byen Titel i Vojvodina, Serbien. Dens afvandingsområde er på 4.458 km2,:22 heraf 2.362 km2 i Rumænien.

## Flodens løb

### Rumænien
Floden begynder ved sammenløbet af dens kildefloder, Bega Luncanilor og Bega Poienilor. Efter at være løbet nordpå, bøjer floden mod vest ved Curtea, og passerer gennem Făget, Balinț og Topolovățu Mare, hvor den kommer ind i de lave sletter i Banatet. Der begynder den at brede sig ud, så for at afvande sletten byggede man i midten af 1700-tallet den 114 km lange Bega-kanalen efter Bega Veche, også som en parallel vandvej, før de to genforenes nordøst for Zrenjanin i Serbien. Bega-kanalen løber gennem Timișoara og fortsætter mod sydvest, kommer ind i Serbien nær landsbyen Srpski Itebej.

### Serbien
I nærheden af Klek bliver Begej en del af den store Donau-Tisa-Donau-kanal (eller DTD) og drejer mod syd og modtager vand fra Stari Begej. Der er den adskilt fra DTD-ruten, der drejer mod vest og når Zrenjanin. Derfra fortsætter den mod syd ved at bruge den gamle flodseng af Tisa, der passerer gennem Ečka, Stajićevo og Perlez. I denne del løber den gennem sumpområder, hvoraf nogle er omdannet til Ečka-fiskedammen (serbisk: Ribnjak Ečka, Рибњак Ечка), den største i Serbien med et areal på 25 km2. De resterende dele af vådområdet udgør den største sump i Serbien, Carska bara (kyrillisk: Царска бара; Imperial marsk) på 47,2 km2, hvorefter Begej udmunder i Tisa.

## Historie og beskrivelse
Via floderne Tisa og Donau hører den til Sortehavets opland. Begas eget opland er 2,878 km2.
I det 17. århundrede blev floden brugt til transport af træ og til dræning af de omkringliggende sumpområder. Efter Passarowitz-traktaten i 1718, da Habsburg-monarkiet erhvervede Banat-området, begyndte nye østrigske myndigheder samtidig opførelse af to parallelle kanaliserede strømme. Den ene omfattede kanalisering af Bega Veche eller Stari Begej. Oprindeligt var den 120 km lang, i dag er den lidt kortere og er faktisk en biflod til Bega. Det bruges mest til afvanding.
Den anden kanal er den moderne Bega strøm, tidligere kendt som Navigable Begej. Den omfattede den 70 km lange strækning mellem Timișoara (nu i Rumænien) og Klek (nu i Serbien). Floden blev tidligere brugt til dumpning af spildevandet. Fire sluseanlæg blev bygget fra 1910 til 1912, som muliggjorde konstant sejlads, uanset perioder med lav vandstand. I dag er to i Rumænien (Sânmihaiu Român, Sânmartinu Maghiar) og to er i Serbien (Itebej, Klek). Den var sejlbar for skibe op til 500 tons. Også oversvømmelser blev reguleret. På grund af manglen på ordentlig vedligeholdelse stoppede den serbiske del af kanalen med at kunne anvendes til sejlads i 1958. På grund af den forringede tilstand af sluserne blev selv fritidssejlads forbudt, så vandet blev kun brugt til kunstvanding og til forsyning af fiskedammene.
I august 2018 blev der annonceret et projekt med en massiv revitalisering af floden, som et joint venture mellem Serbien, Rumænien og Den Europæiske Union. Projektet vil omfatte en gendannelse af floden til en sejlads igen, helt til den rumænske grænse. Det omfatter også uddybning af floden, genopbygning af sluserne ved Srpski Itebej og Klek (og yderligere to i Rumænien), revitalisering af en havn og en ankerplads i Zrenjanin og en cykelsti langs floden, fra Zrenjanin til den rumænske grænse. Det er planen, at hele projektet skal være færdigt i 2022.

## Bifloder
Følgende floder er bifloder til floden Bega (i nedstrøms rækkefølge): [5]
- Fra venstre: Bega Luncanilor, Carpen, Șopot, Vădana, Zopana, Gladna, Glavița
- Fra højre: Bega Poienilor, Năndreasca, Icui, Coștei, Bunea, Cladova, Nieregiș, Fădimac, Miniș, Chizdia, Iosifalău, Mociur, Valea Țiganului , Gherteamoș, Behela, Rechemet

En del af vandet fra floden Timiș ledes mod Bega af Coșteiu-Chizătău-kanalen .

## Byer langs floden

### Rumænien
I nedstrøms rækkefølge: Margina, Făget, Răchita, Mănăștiur, Leucușești, Bethausen, Cutina, Bodo, Balinț, Chizătău, Ictar-Budinț , Topolovă Remetaţu Mar, Timișa Mic, Uhișa Mic, Ohișa Mic, Ohiși

### Serbien
I nedstrøms rækkefølge: Srpski Itebej, Novi Itebej, Torak, Žitište, Klek, Zrenjanin, Ečka, Lukino Selo, Stajićevo, Perlez, Titel